# 대한민국 제16대 대통령 선거 새천년민주당 후보 경선
대한민국 제16대 대통령 선거 새천년민주당 후보 경선은 2002년 대한민국 대통령 선거를 위해 새천년민주당의 대통령 후보를 선출하기 위해 열린 대한민국 역사상 최초의 국민 참여 대통령 후보 경선이었다.
국민 참여 경선제의 필요성은 제15대 대통령 선거 때부터 본격적으로 제기돼 왔으나, 실제로 성사된 것은 이때가 처음이었다. 또한 당내 주류의 지원을 받던 이인제, 한화갑 등의 거물들이 아닌 비주류의 노무현 후보가, 그것도 일반 국민들의 열성적인 지지로 당선되면서 큰 화제를 불러 일으키게 되었다. 그러나 보수적인 당 주류와는 판이하게 다른 성향의 후보가 선출된 결과 2년 후 당이 분당되는 비극의 서막이 되기도 했다.
노무현 후보는 제3회 지방 선거에서의 민주당의 참패로 인한 책임론, 정몽준 국민통합21 후보와의 단일화 압박 등으로 중도 사퇴할 위기를 겪었으나, 결국 제16대 대통령으로 당선되었다.

## 경선 방식
일명 16부작 정치 드라마로 불렸던 국민 경선제는 2002년 3월 9일 제주를 필두로 전국 16개 시도를 도는 식으로 진행됐다. 대의원 20%, 일반 당원 30%, 국민 50%의 비율로 계산됐다. 투표 방식은 선호투표제를 도입하여, 모든 후보를 1위부터 최하위까지 번호를 매기는 방식으로 투표가 이뤄졌다. 그러나 노무현 후보가 과반 득표에 성공해 선호 투표는 있으나마나 하게 되었다.
사상 초유의 국민 참여 경선에 대한 관심이 집중돼 3만5000명을 추첨으로 뽑는 국민 선거인단 모집에는 190만여 명이 신청했다.

## 후보자
| 새천년민주당 제16대 대통령 선거 경선 후보 | 새천년민주당 제16대 대통령 선거 경선 후보 | 새천년민주당 제16대 대통령 선거 경선 후보 | 새천년민주당 제16대 대통령 선거 경선 후보                                                                                               | 새천년민주당 제16대 대통령 선거 경선 후보 |
| 기호                                      | 이름                                      | 생년                                      | 경력 | 비고                                      |
| ----------------------------------------- | ----------------------------------------- | ----------------------------------------- | --- | ----------------------------------------- |
| 1                                         | 김중권                                    | 1939년                                    | 제21대 대통령비서실장 대통령비서실 정무수석비서관 前 새천년민주당 대표최고위원 제11·12·13대 국회의원                                    | 3월 25일 후보 사퇴                        |
| 2                                         | 노무현                                    | 1946년                                    | 새천년민주당 상임고문 제6대 해양수산부 장관 새정치국민회의 부총재 제13·15대 국회의원                                                    | 최종 후보 선출                            |
| 3                                         | 정동영                                    | 1953년                                    | 새천년민주당 상임고문 前 문화방송 기자 前 MBC 뉴스데스크 주말앵커 제15·16대 국회의원                                                    | 최종 2위(본경선 탈락)                     |
| 4                                         | 김근태                                    | 1947년                                    | 새천년민주당 상임고문 제15·16대 국회의원 민주당 부총재 새정치국민회의 부총재 전민련 정책기획실장 전민련 집행위원장 민청련 초대 의장     | 3월 12일 후보 사퇴                        |
| 5                                         | 이인제                                    | 1948년                                    | 새천년민주당 상임고문 제10대 노동부 장관 제29대 경기도지사 제13·14·16대 국회의원 새천년민주당 지도위원 국민신당 제15대 대통령 선거 후보 | 4월 17일 후보 사퇴                        |
| 6                                         | 한화갑                                    | 1939년                                    | 새천년민주당 지도위원장 前 새정치국민회의 원내총무 前 새정치국민회의 사무총장 제14·15·16대 국회의원                                     | 3월 19일 후보 사퇴                        |
| 7                                         | 유종근                                    | 1944년                                    | 제29·30대 전라북도지사 | 3월 14일 후보 사퇴                        |

### 최종 후보
- 노무현 전 해양수산부 장관은 4월 27일 민주당의 제16대 대통령 후보로 확정되었다.
- 정동영 의원은 상위권에 들 것이란 초반의 예상과 달리 연속해서 저조한 득표율을 보였으나, 노무현 후보의 당선이 확실시된 후에도 사퇴하지 않고 '경선 지킴이'로 남았다가 4월 27일 전당대회에서 최종 2위로 확정되었다.

### 중도 사퇴 후보
- 이인제 전 경기지사는 전남 경선 직후 더 이상 역전 가능성이 없다고 판단, 4월 17일 후보 사퇴를 선언했다.[1] 그는 당에서 자신을 탈락시키고 노무현을 당선시키려 공작을 했다는 음모론을 펼치며 탈당하고 이회창 한나라당 후보 지지를 선언했다.
- 김중권 전 대통령 비서실장은 대전, 충남 지역 경선에서 나타난 동향 후보 몰표 주기에 실망했다며 3월 25일 후보직을 사퇴했다.[2] 일각에서는 경상북도 출신인 그가 노무현을 밀라는 모종의 지시에 따라 영남 표를 몰아주기 위해 사퇴한 것이라는 의혹도 제기되었다.
- 한화갑 의원은 광주 경선 패배 후 "호남 후보 불가론을 정면돌파하려 했으나 아직은 제가 나설 때가 아니라는 것을 확인"했다며 3월 19일 후보 사퇴를 선언했다.[3] 동교동계 맹주로써 활약이 예상되던 그였으나, 권노갑 등 동교동계 인사들은 한화갑이 아닌 이인제를 지원하고 있던데다 영남 출신인 노무현에게 동교동계의 텃밭인 광주를 내주는 충격까지 당해 당선 가능성이 희박해졌던 것이다. 이후 한화갑 의원은 당 대표 선거 출마로 선회, 4월 27일 당 지도부 선출 및 대통령 후보 확정 전당대회에서 당 대표에 당선되었다.
- 유종근 전 전북지사는 3월 11일 세풍그룹으로부터 뇌물을 받았다는 스캔들이 터지자 "수뢰사실은 없으나 국민 참여 경선제 취지를 훼손시킬 수 있고, 주변의 사퇴압력도 적지 않다"며 3월 14일 후보 사퇴 및 탈당 선언했다.[4]
- 김근태 의원은 첫 두 경선에서 연속 저조한 결과가 나오자 당선 가능성이 없다고 판단, 3월 12일 경선 포기를 선언하였다.[5]

## 선거인단 구성
선거인단은 전국대의원대회 대의원 20%, 일반 당원 30%, 일반 국민 50%의 비율로 구성하기로 했다. 대의원 14,819명, 일반 당원 20,950명, 일반 국민 33,250명, 도합 69,019명이었다. 여기에 선거인단에 포함되지 않은 대한민국 국민을 대상으로 인터넷 투표를 실시하고 그 결과를 선거인단의 2.5%에 해당하는 1,750표로 환산하여 반영하기로 했다. 이를 포함하면 전체 선거인단은 70,769명인 셈이 되었다.
|        | 대의원 | 당원   | 국민   | 총계   |
| ------ | ------ | ------ | ------ | ------ |
| 제주   | 176    | 238    | 378    | 792    |
| 울산   | 241    | 458    | 725    | 1,424  |
| 광주   | 381    | 604    | 956    | 1,941  |
| 대전   | 301    | 610    | 965    | 1,876  |
| 충남   | 481    | 839    | 1,338  | 2,658  |
| 강원   | 461    | 676    | 1,083  | 2,220  |
| 경남   | 685    | 1,360  | 2,156  | 4,201  |
| 전북   | 710    | 872    | 1,393  | 2,975  |
| 대구   | 528    | 1,110  | 1,758  | 3,396  |
| 인천   | 627    | 1,121  | 1,774  | 3,522  |
| 경북   | 687    | 1,221  | 1,948  | 3,856  |
| 충북   | 351    | 654    | 1,043  | 2,048  |
| 전남   | 853    | 941    | 1,484  | 3,278  |
| 부산   | 780    | 1,661  | 2,645  | 5,086  |
| 경기   | 2,121  | 4,051  | 6,421  | 12,593 |
| 서울   | 5,436  | 4,534  | 7,183  | 17,153 |
| 인터넷 | -      | -      | 1,750  | 1,750  |
| 총계   | 14,819 | 20,950 | 35,000 | 70,769 |

서울 지역 대의원 수는 실제 서울 지역 대의원 2,382명에 지방당부 소속이 아닌 대의원 3,054명을 더한 수이다.

### 일반 국민 선거인단 신청
1,901,224명의 일반 국민이 선거인단 참여를 신청했고 그 중 1,602,579명이 유효하게 신청했다. 그 중 컴퓨터 추첨을 통해 각각 33,250명의 선거인과 예비 선거인을 선정했다.
|        | 정원   | 신청    | 신청      | 신청      | 유효 신청 |
| 인터넷 | 정원   | 서면    | 총계      |           | 유효 신청 |
| ------ | ------ | ------- | --------- | --------- | --------- |
| 제주   | 378    | 1,676   | 63,705    | 65,381    | 48,193    |
| 울산   | 725    | 2,396   | 63,254    | 65,650    | 49,876    |
| 광주   | 956    | 3,338   | 99,857    | 103,188   | 79,025    |
| 대전   | 965    | 1,586   | 47,503    | 48,089    | 46,242    |
| 충남   | 1,338  | 2,369   | 67,202    | 69,751    | 58,327    |
| 강원   | 1,083  | 4,725   | 44,202    | 48,927    | 44,108    |
| 경남   | 2,156  | 26,983  | 58,175    | 85,158    | 82,036    |
| 전북   | 1,393  | 14,884  | 127,501   | 142,385   | 125,222   |
| 대구   | 1,758  | 21,954  | 110,425   | 132,379   | 116,898   |
| 인천   | 1,774  | 24,408  | 83,799    | 108,207   | 99,057    |
| 경북   | 1,948  | 15,332  | 102,379   | 117,711   | 108,470   |
| 충북   | 1,043  | 15,591  | 60,005    | 75,596    | 71,885    |
| 전남   | 1,484  | 12,341  | 128,003   | 140,344   | 117,852   |
| 부산   | 2,645  | 60,153  | 72,151    | 132,304   | 116,025   |
| 경기   | 6,421  | 60,600  | 217,257   | 277,857   | 218,618   |
| 서울   | 7,183  | 61,967  | 226,503   | 288,470   | 220,745   |
| 총계   | 33,250 | 330,303 | 1,570,921 | 1,901,224 | 1,602,579 |

## 경과

### 이인제-노무현 양강 구도
경선 시작 전에 민주당 후보 중 부동의 지지율 1위는 동교동계의 후원을 받는 이인제였고, 노무현은 지지율이 한 자릿수인 군소 후보였다. 그러나 경선 국면이 시작되면서 노무현은 “영남 후보론” 및 이인제 후보를 겨냥한 “정체성 시비” 등을 제기하며 20%대 지지율에 진입하기 시작했다.
첫 번째 지역이었던 제주 경선 직전 여론조사에서 노무현은 이인제와 양강 구도를 형성하기에 이르렀으나, 정작 제주 경선 결과 한화갑 후보가 의외의 1위를 차지했고, 이인제·노무현은 각각 2위와 3위를 기록했다. 두 번째 울산 지역에서는 울산과 같은 경남권 출신인 노무현이 예상대로 1위를 차지했다.

### 노무현 바람
그러던 중 3월 13일, 문화일보와 SBS가 공동으로 실시한 조사에서 노무현과 이회창이 양자 대결을 벌일 경우 노무현이 41.7%, 이회창이 40.6%로 노무현이 이긴다는 결과가 나왔다. 대선 주자 지지도 여론 조사에서 한나라당 이회창 후보가 민주당 후보에 뒤지는 결과가 나온 것은 대선 구도가 형성된 이후 처음 있는 일이었다. 노무현 캠프는 이회창을 이길 수 있는 유일한 카드라며 이 여론조사 결과를 적극 홍보하였으며, 그 결과 한화갑이나 이인제의 승리가 예상되던 3월 16일 광주 경선에서 반전의 1위를 기록하였다. 광주는 김대중 대통령과 새천년민주당의 근거지인 만큼 이곳에서의 승리는 의미가 상당한 터였다.
이후 노무현은 단숨에 지지율이 급상승하며 ‘노풍’의 주인공이 되었다. 광주 경선 직후 이인제의 지역 기반인 대전·충남권에서 일격을 당해 노풍이 꺾이는 듯싶었지만 강원, 경남, 전북, 대구 경선에서 연달아 승리하며 다시 역전했다. 이후 노무현은 충청 지역 경선을 제외한 모든 경선에서 승리헸고, 2002년 4월 27일, 서울 경선을 끝으로 새천년민주당의 제16대 대통령 선거 후보로 공식 선출됐다.
경선이 끝난 4월 말 노무현의 지지율은 당시 역대 대통령 후보 가운데 사상 최고치라는 60%를 기록했다.

## 결과
새천년민주당은 4월 27일 서울에서 열린 전당대회에서 노무현 전 해수부 장관을 대통령 후보로 공식 선출하였다.
|        |             | 김중권 | 노무현 | 정동영 | 김근태 | 이인제 | 한화갑 | 유종근 | 합계   |
| ------ | ----------- | ------ | ------ | ------ | ------ | ------ | ------ | ------ | ------ |
| 제주   | 3월 9일     | 55     | 125    | 110    | 16     | 172    | 175    | 18     | 671    |
| 제주   | 3월 9일     | 8.2%   | 18.6%  | 16.4%  | 2.4%   | 25.6%  | 26.1%  | 2.7%   | 100%   |
| 울산   | 10일        | 281    | 298    | 65     | 10     | 222    | 116    | 20     | 1,012  |
| 울산   | 10일        | 27.8%  | 29.4%  | 6.4%   | 1.0%   | 21.9%  | 11.5%  | 2.0%   | 100%   |
| 광주   | 16일        | 148    | 595    | 54     |        | 491    | 280    |        | 1,568  |
| 광주   | 16일        | 9.4%   | 37.9%  | 3.4%   |        | 31.3%  | 17.9%  |        | 100%   |
| 대전   | 17일        | 81     | 219    | 54     |        | 894    | 77     |        | 1,325  |
| 대전   | 17일        | 6.1%   | 16.5%  | 4.1%   |        | 67.5%  | 5.8%   |        | 10%    |
| 충남   | 23일        | 196    | 277    | 39     |        | 1,432  |        |        | 1,944  |
| 충남   | 23일        | 10.1%  | 14.2%  | 2.0%   |        | 73.7%  |        |        | 100%   |
| 강원   | 24일        | 159    | 630    | 71     |        | 623    |        |        | 1,483  |
| 강원   | 24일        | 10.7%  | 42.5%  | 4.8%   |        | 42.0%  |        |        | 100%   |
| 경남   | 30일        |        | 1,713  | 191    |        | 468    |        |        | 2,372  |
| 경남   | 30일        |        | 72.2%  | 8.1%   |        | 19.7%  |        |        | 100%   |
| 전북   | 31일        |        | 756    | 738    |        | 710    |        |        | 2,204  |
| 전북   | 31일        |        | 34.3%  | 33.5%  |        | 32.2%  |        |        | 100%   |
| 대구   | 4월 5일     |        | 1,137  | 181    |        | 506    |        |        | 1,824  |
| 대구   | 4월 5일     |        | 62.3%  | 9.9%   |        | 27.7%  |        |        | 100%   |
| 인천   | 6일         |        | 1,022  | 131    |        | 816    |        |        | 1,969  |
| 인천   | 6일         |        | 51.9%  | 6.7%   |        | 41.4%  |        |        | 100%   |
| 경북   | 7일         |        | 1,246  | 183    |        | 668    |        |        | 2,097  |
| 경북   | 7일         |        | 59.4%  | 8.7%   |        | 31.9%  |        |        | 100%   |
| 충북   | 13일        |        | 387    | 83     |        | 734    |        |        | 1,204  |
| 충북   | 13일        |        | 32.1%  | 6.9%   |        | 61.0%  |        |        | 100%   |
| 전남   | 14일        |        | 1,297  | 340    |        | 454    |        |        | 2,091  |
| 전남   | 14일        |        | 62.0%  | 16.3%  |        | 21.7%  |        |        | 100%   |
| 부산   | 20일        |        | 1,328  | 796    |        |        |        |        | 2,124  |
| 부산   | 20일        |        | 62.5%  | 37.5%  |        |        |        |        | 100%   |
| 경기   | 21일        |        | 1,191  | 1,426  |        |        |        |        | 2,617  |
| 경기   | 21일        |        | 45.5%  | 54.5%  |        |        |        |        | 100%   |
| 인터넷 | 18일 ~ 26일 |        | 1,423  | 327    |        |        |        |        | 1,750  |
| 인터넷 | 18일 ~ 26일 |        | 81.3%  | 18.7%  |        |        |        |        | 100%   |
| 서울   | 27일        |        | 3,924  | 1,978  |        |        |        |        | 5,902  |
| 서울   | 27일        |        | 66.5%  | 33.5%  |        |        |        |        | 100%   |
| 총합   | 총합        | 사퇴   | 17,568 | 6,767  | 사퇴   | 사퇴   | 사퇴   | 사퇴   | 36,388 |
| 총합   | 총합        | 사퇴   | 72.2%  | 27.8%  | 사퇴   | 사퇴   | 사퇴   | 사퇴   | 100%   |

41,018명이 투표한 인터넷 투표에서는 노무현 전 장관이 33,348표로 81.3%, 정동영 의원이 7,670표로 33.5%를 득표했다. 따라서 이같은 득표율을 1,750표에 곱해 노무현 전 장관은 1,423표, 정동영 의원은 327표를 할당 받았다.

## 투표율
|      | 투표 수 | 유효표 | 무효표 | 선거인 수 | 투표율 |
| ---- | ------- | ------ | ------ | --------- | ------ |
| 제주 | 675     | 671    | 4      | 792       | 85.2%  |
| 울산 | 1,017   | 1,012  | 5      | 1,424     | 71.4%  |
| 광주 | 1,572   | 1,568  | 4      | 1,941     | 81.0%  |
| 대전 | 1,336   | 1,325  | 11     | 1,876     | 71.2%  |
| 충남 | 1,958   | 1,944  | 14     | 2,658     | 73.7%  |
| 강원 | 1,488   | 1,483  | 5      | 2,220     | 67.0%  |
| 경남 | 2,401   | 2,372  | 29     | 4,201     | 57.1%  |
| 전북 | 2,211   | 2,204  | 7      | 2,975     | 74.3%  |
| 대구 | 1,832   | 1,824  | 8      | 3,396     | 54.0%  |
| 인천 | 1,972   | 1,969  | 3      | 3,522     | 56.0%  |
| 경북 | 2,111   | 2,097  | 14     | 3,856     | 54.7%  |
| 충북 | 1,212   | 1,204  | 8      | 2,048     | 59.2%  |
| 전남 | 2,098   | 2,091  | 7      | 3,278     | 64.0%  |
| 부산 | 2,132   | 2,124  | 8      | 5,086     | 41.9%  |
| 경기 | 2,637   | 2,617  | 20     | 12,593    | 20.9%  |
| 서울 | 5,979   | 5,902  | 77     | 17,153    | 34.9%  |
| 계   | 32,631  | 36,388 | 224    | 69,019    | 47.3%  |

별도로 치러진 인터넷 투표에는 41,018명이 투표했다.

## 같이 보기
- 대한민국 제16대 대통령 선거
- 대한민국 제16대 대통령 선거 한나라당 후보 경선
- 대한민국 제16대 대통령 선거 민주노동당 후보 선출